# Манастир Савина
Манастир Савина је мушки манастир Српске православне цркве који се налази поред Херцег Новог. Направљен је у бујној медитеранској вегетацији, на обали. Манастир се састоји од три цркве: Мали храм Успења пресвете Богородице, Велики храм Успења пресвете Богородице и Храм Светог Саве по коме је и манастир добио име. Савина је имала важну улогу у очувању идентитета српске православне заједнице у Боки у 18. веку.
Старешина манастира је архимандрит Макарије (Имамовић) са братством, на челу од 15. августа 2018. године.

## Историја
Мали храм Успенија Пресвете Богородице је веома мали, само десет метара дугачак и шест метара широк. Највероватније потиче из 1030. године, мада је најстарији запис у коме се манастир спомиње и из 1648. године.
Његова обнова започета је крајем 17. века, доласком избеглих монаха из манастира Тврдош (Херцеговина), а завршена је 1831. године.
У манастиру се налази велики број реликвија које потичу из доба Немањића (мошти Јелене Немањић Шубић, крст Светог Саве), укључујући и оне пренете из манастира Тврдош.
Храм Светог Саве налази се ван манастирског комплекса. Велики храм Успења Пресвете Богородице саграђен је између 1777. и 1799. године, а градио га је мајстор Никола Форетић са острва Корчуле.
Иконостас Велике цркве урадио је познати сликар Симеон Лазовић у периоду 1795-1797, у стилу барока. Његова икона Богородичног покрова (који је био честа тема сликарства српског барока) сматра се уметнички вредном а иконографски тип за редак у српском бароку.
Године 1797. манастирска црква је украшена и споља ограђена. Мештанин, апотекар Србин католик Никола Андровић је 1858. године о свом трошку часовник на црквеном торњу оправио.
У манастиру је 1838. године живео епископски Провикар за Боку Которску, игуман Макарије Грушић.
Манастир је октобра 1937. био жртва провалне крађе, процењене материјалне штете од милион и по динара.
Лазар Томановић је у свом путописном тексту о Боки написао да је нови храм манастира Савине грађен од корчуланског камена, а да су прилози скупљани у српској Војводини и Русији. У малој, стaрој цркви се чува(ла?) икона Богородице коју је народ прогласио чудотворном, од кад су Млечани послали галију да разори манастир, а гром је уништио галију, која је била испод манастира. Око црквице Светог Саве изнад манастира су сахрањени Руси изгинули у рату против Француза у Боки, почетком 19. века.
Марина Матиће је написала научне монографије о историји манастира.

## Старешине манастира
| Портрет | Име и презиме                | Време службе |
| ------- | ---------------------------- | ------------ |
|         | игуман Јустин (Тасић)        | 1992—2005    |
|         | игуман Варнава (Гвозденовић) | 2005—2018    |
|         | игуман Макарије (Имамовић)   | 2018—        |

## Галерија
- Манастир Савина
- Манастир Савина
- Манастир Савина
- Иконостас у великој цркви
- Иконостас у великој цркви, царске двери
- Иконостас у великој цркви, Неверовање Томино
- Хорска галерија у великој цркви
- Зидно сликарство у малој цркви
- Зидно сликарство у малој цркви: св. Ђорђе
- Зидно сликарство у малој цркви: Силазак Светог Духа на апостоле и сцене из циклуса Христових страдања
- Зидно сликарство у малој цркви: Свети Сава, св. Симеон Мироточиви и св. Јован Крститељ
- Фотографија манастира Савина из календара Вардар за 1910. годину.
- Поглед на Савину са Луштице, код цркве Преподобног Харитона